# Топорков, Степан Андреевич
Степан Андреевич Топорков (27 декабря 1925, Топорково, Туринский район, Уральская область, СССР — 16 сентября 2003, Екатеринбург, Россия) — Герой Социалистического Труда (1971), «Почётный гражданин Свердловска» (1981), лауреат Государственной премии СССР (1975), токарь Уральского завода тяжёлого электротехнического машиностроения «Уралэлектротяжмаш» имени В. И. Ленина Министерства электротехнической промышленности СССР, города Свердловск, участник Великой Отечественной войны.

## Биография
Родился 27 декабря 1925 года в деревне Топорково Туринского района Уральской области (ныне — деревня и район в составе Свердловской области).
Окончил семилетнюю школу.
Свою трудовую деятельность начал колхозе «Красная звезда», который организовал в своё время его отец.
В 1942 году призван в Красную армию. В октябре 1943 года окончил школу снайперов, старший сержант. Воевал на Ленинградском фронте, дважды был ранен в ногу. 9 мая 1945 года встретил близ Либавы. Награждён орденом Отечественной войны I степени (06.04.1985), медалями «За отвагу» (21.09.1944), «За боевые заслуги» (04.03.1945), «За победу над Германией в Великой Отечественной войне 1941—1945 гг.» (09.05.1945).
В марте 1953 года был демобилизован из армии, после чего приехал жить к другу в Свердловск. В апреле 1953 года устроился токарем-карусельщиком на завод Уралэлектротяжмаш.
Был депутатом партийных и профсоюзных органов.
Скончался 16 сентября 2003 года. Похоронен на Широкореченском кладбище.

## Награды
За свои достижения был награждён:
- 20.04.1971 — звание Герой Социалистического Труда с вручением золотой медали Серп и Молот и ордена Ленина;
- 1975 — Государственная премия СССР;
- 1981 — звание «Почётный гражданин Свердловска».